# Monte Calovella
Il Monte Calovella (776,6 m s.l.m.)  è una montagna dei Monti Lepini nell'Antiappennino laziale, che si trova nel Lazio, nella provincia di Latina, nel territorio del comune di Bassiano.